# Rue des Capucins (Luxembourg)
 (avril 2025).
Si vous disposez d'ouvrages ou d'articles de référence ou si vous connaissez des sites web de qualité traitant du thème abordé ici, merci de compléter l'article en donnant les références utiles à sa vérifiabilité et en les liant à la section « Notes et références ».
 (avril 2025).
 (avril 2025).
La mise en forme du texte ne suit pas les recommandations de Wikipédia : il faut le « wikifier ».
Les points d'amélioration suivants sont les cas les plus fréquents. Le détail des points à revoir est peut-être précisé sur la page de discussion.
- Les titres sont pré-formatés par le logiciel. Ils ne sont ni en capitales, ni en gras.
- Le texte ne doit pas être écrit en capitales (les noms de famille non plus), ni en gras, ni en italique, ni en « petit »…
- Le gras n'est utilisé que pour surligner le titre de l'article dans l'introduction, une seule fois.
- L'italique est rarement utilisé : mots en langue étrangère, titres d'œuvres, noms de bateaux, etc.
- Les citations ne sont pas en italique mais en corps de texte normal. Elles sont entourées par des guillemets français : « et ».
- Les listes à puces sont à éviter, des paragraphes rédigés étant largement préférés. Les tableaux sont à réserver à la présentation de données structurées (résultats, etc.).
- Les appels de note de bas de page (petits chiffres en exposant, introduits par l'outil «  Source ») sont à placer entre la fin de phrase et le point final[comme ça].
- Les liens internes (vers d'autres articles de Wikipédia) sont à choisir avec parcimonie. Créez des liens vers des articles approfondissant le sujet. Les termes génériques sans rapport avec le sujet sont à éviter, ainsi que les répétitions de liens vers un même terme.
- Les liens externes sont à placer uniquement dans une section « Liens externes », à la fin de l'article. Ces liens sont à choisir avec parcimonie suivant les règles définies. Si un lien sert de source à l'article, son insertion dans le texte est à faire par les notes de bas de page.
- La présentation des références doit suivre les conventions bibliographiques. Il est recommandé d'utiliser les modèles {{Ouvrage}}, {{Chapitre}}, {{Article}}, {{Lien web}} et/ou {{Bibliographie}}. Le mode d'édition visuel peut mettre en forme automatiquement les références.
- Insérer une infobox (cadre d'informations à droite) n'est pas obligatoire pour parachever la mise en page.

Pour une aide détaillée, merci de consulter Aide:Wikification.
Si vous pensez que ces points ont été résolus, vous pouvez retirer ce bandeau et améliorer la mise en forme d'un autre article.
La rue des Capucins (en luxembourgeois : Kapuzinergaass) est une rue située dans la Ville-Haute de la ville de Luxembourg ; elle commence à la Rue Génistre, sur la Place d'Armes en direction du nord, elle passe par la Grand-Rue et la Rue Beaumont, non loin de la Place des Bains.

## Histoire

### Kapuzinergaass
La rue, comme l'actuel Théâtre des Capucins, tire son nom de l'ancien monastère des Capucins, qui a existé jusqu'en 1795.
Pendant la domination française, du 15 septembre 1798 au 21 septembre 1807, la Rue des Capucins portait le nom de la Rue du Soleil.

### Kuelegaass
La partie sud de la rue, entre la Grand-Rue et la Place d'Armes, s'est appelée durant plusieurs siècles Kuelegaass, un nom déjà attesté dans un document datant de 1517. Ce nom est issu du Kuelemaart, qui existait avant sa disparition en 1871.
Par décision du conseil communal de la ville, en date du 16 mai 1925, la rue fut renommée de Rue des Charbons en Rue des Capucins.

## Images

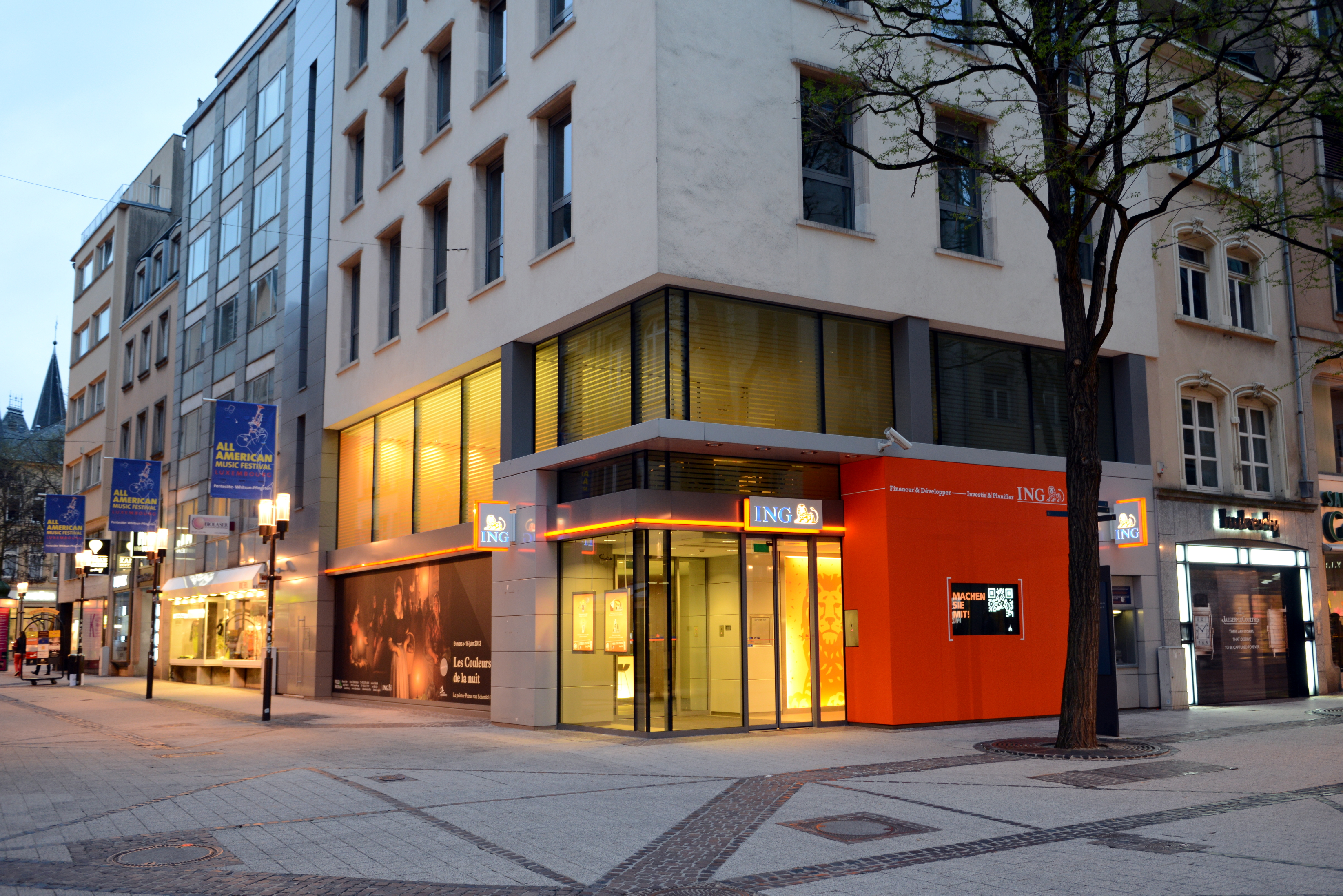
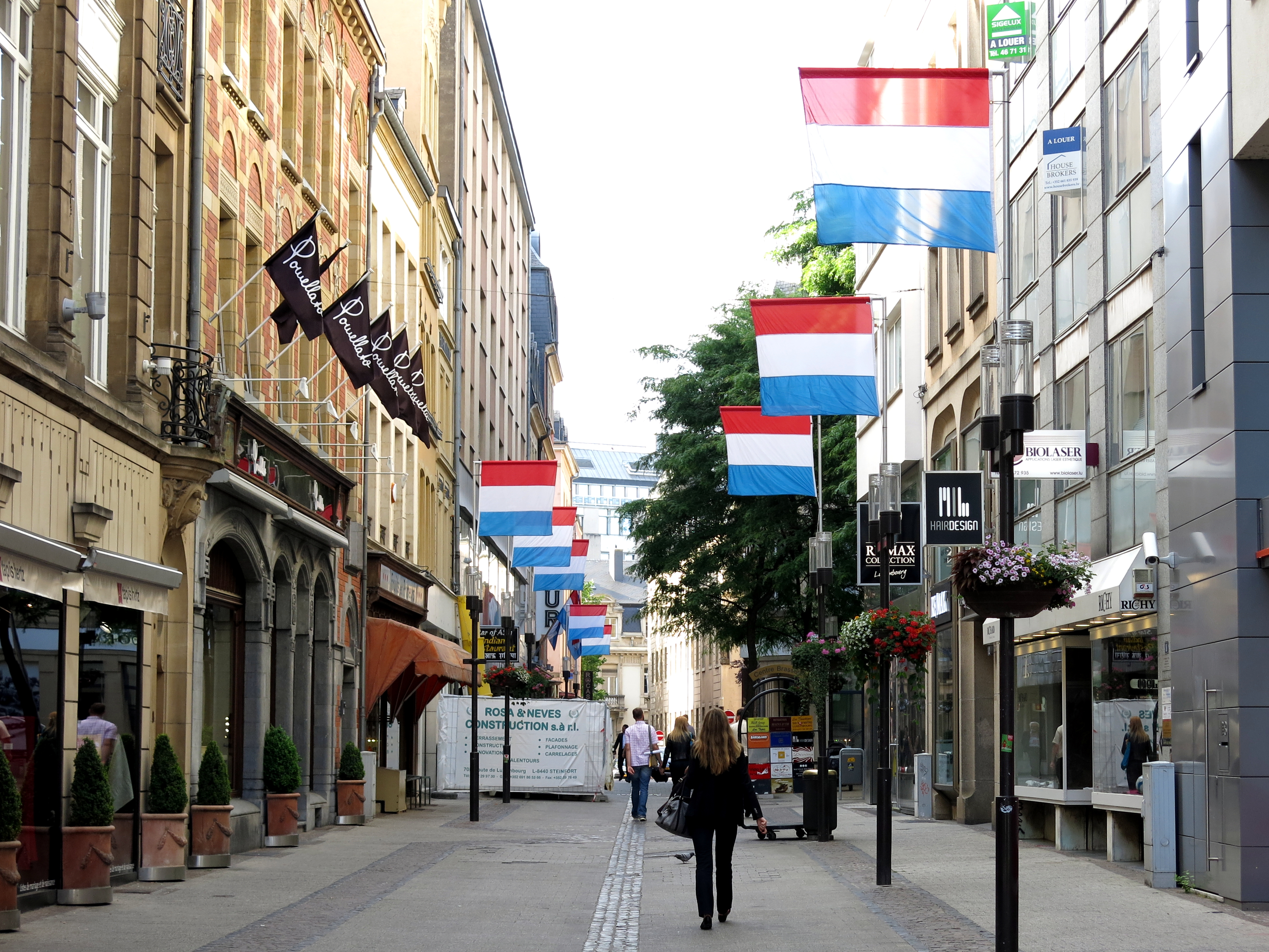
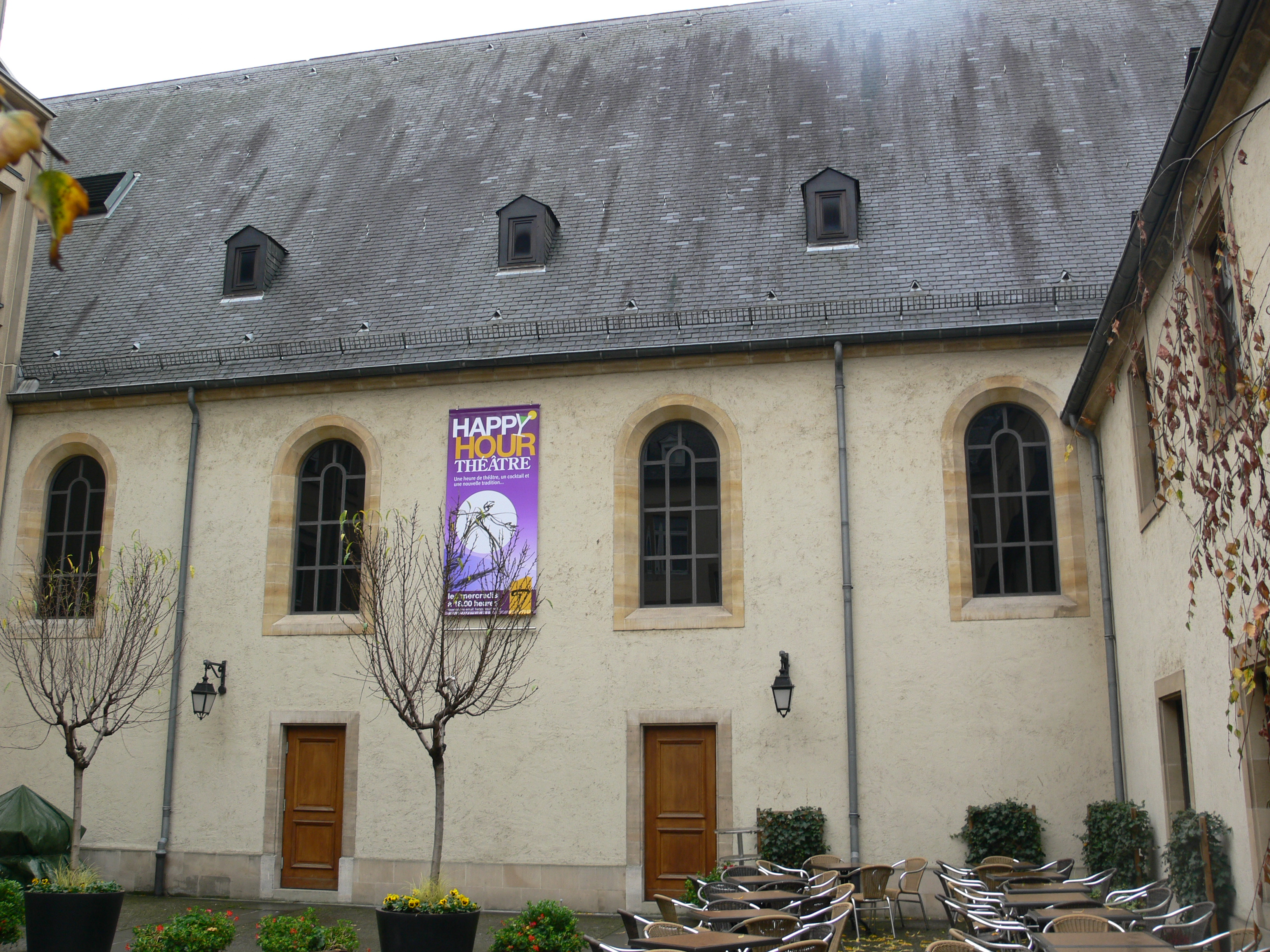
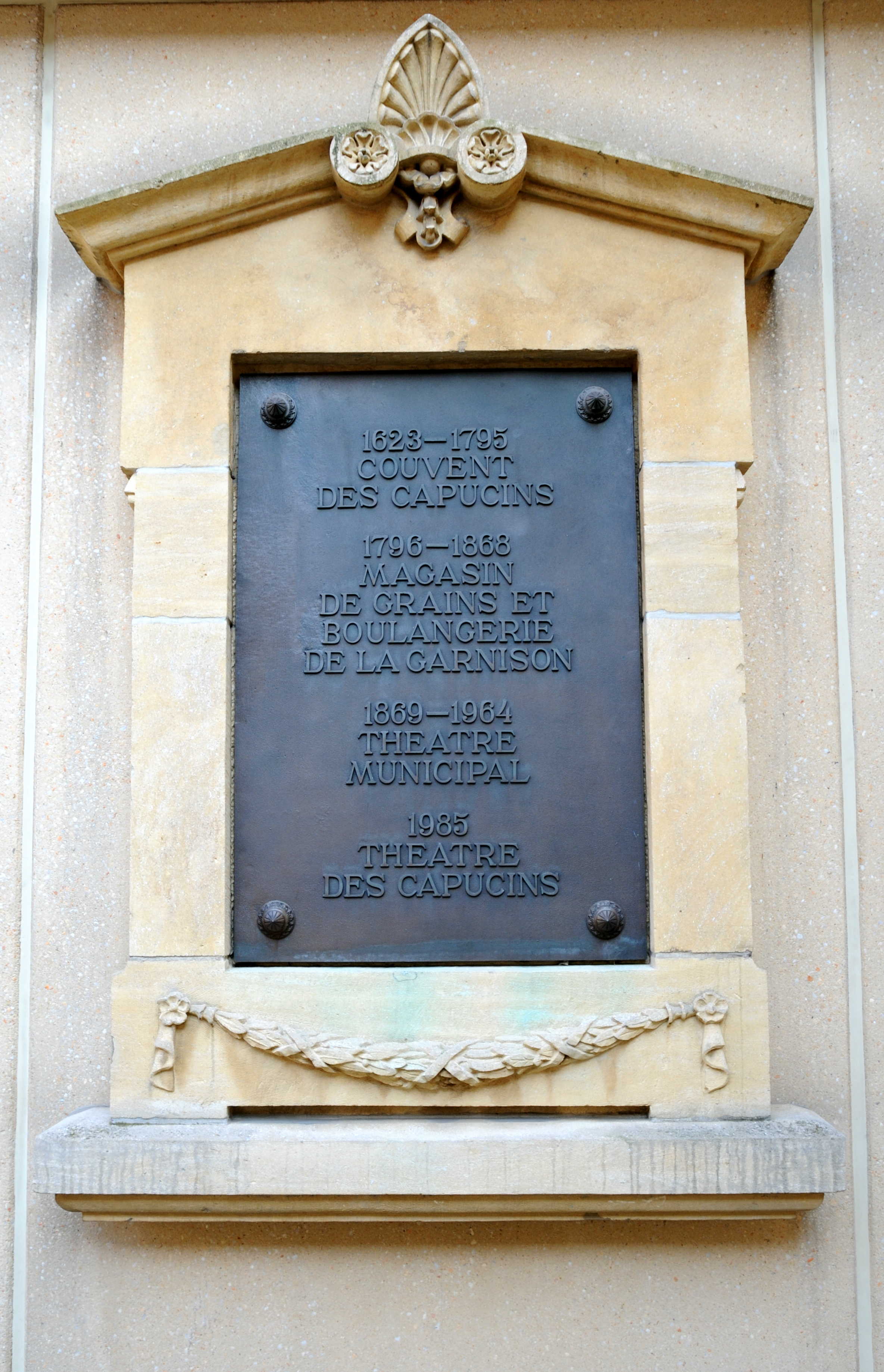
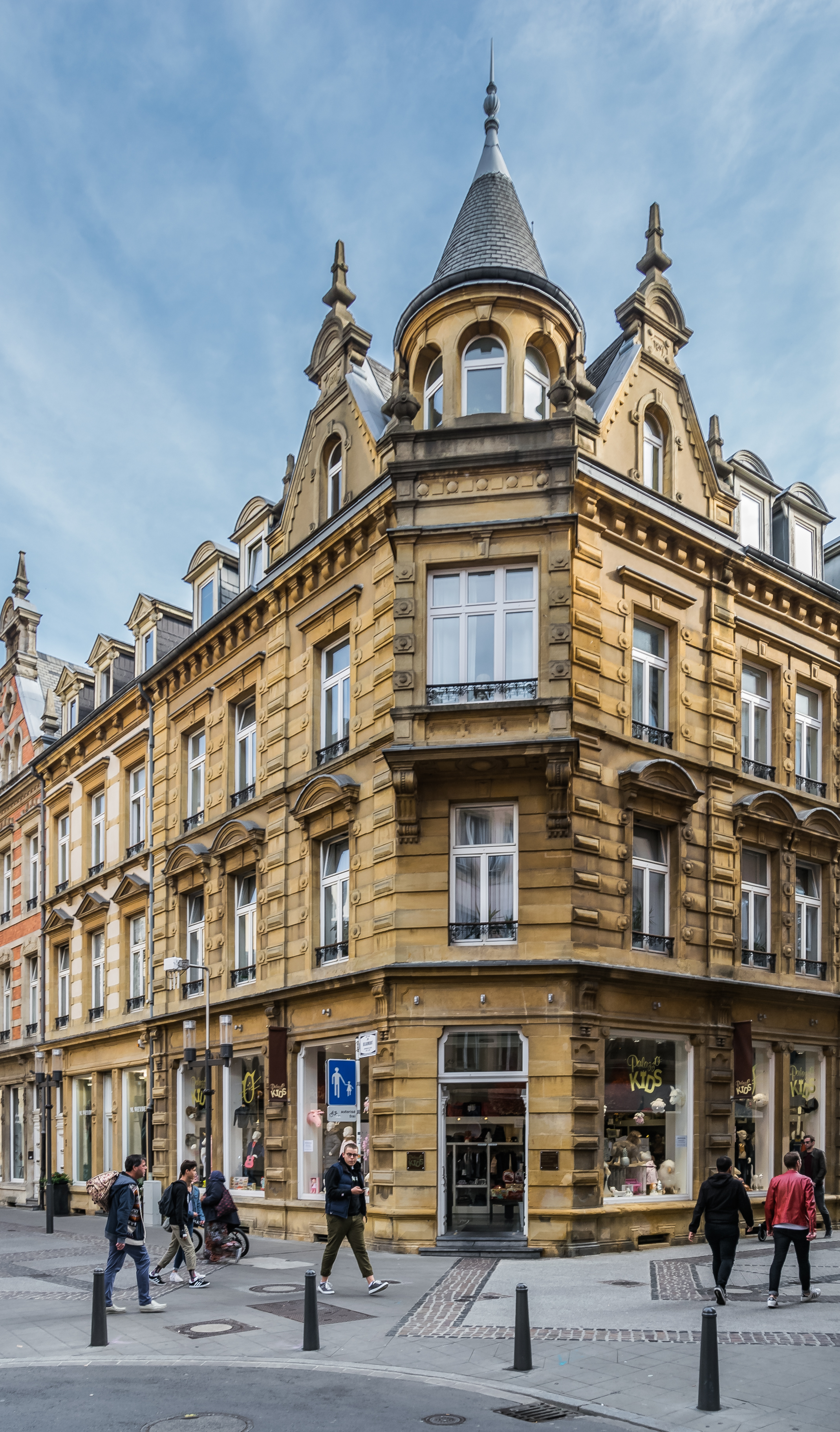